# Niasita
La niasita és un mineral de la classe dels fosfats. Rep el nom per la composició, que conté níquel (Ni) i arsènic (As).

## Característiques
La niasita és un arsenat de fórmula química Ni²⁺₄․₅(AsO₄)₃. Es tracta d'una espècie aprovada per l'Associació Mineralògica Internacional, i publicada per primera vegada el 2020. Cristal·litza en el sistema tetragonal. La seva duresa a l'escala de Mohs és 4.
Les mostres que van servir per a determinar l'espècie, el que es coneix com a material tipus, es troben conservades a les col·leccions mineralògiques del Museu d'Història Natural del Comtat de Los Angeles, a Los Angeles (Califòrnia) amb el número de catàleg: 74203, i al Museu Americà d'Història Natural de la ciutat de Nova York (EUA), amb el número de catàleg: 17956.

## Formació i jaciments
Va ser descoberta a Johanngeorgenstadt, dins el districte d'Erzgebirge, a Saxònia (Alemanya), on es troba en forma d'agregats ensucrats de grans irregulars, arrodonits o prismes curts, associada a altres minerals com: johanngeorgenstadtita, aerugita, bunsenita, quars, rooseveltita i xanthiosita. Aquest indret alemany és l'únic a tot el planeta on ha estat descrita aquesta espècie mineral.